# The Battle of Hastings
The Battle of Hastings je jedenácté studiové album britské rockové skupiny Caravan, vydané v září 1995 u vydavatelství Castle Records. Nahrávání alba probíhalo od dubna do května 1995 a jeho producentem byl Julian Gordon Hastings. Jde o první album skupiny od roku 1982, kdy vyšlo Back to Front a poslední do roku 2003, kdy vyšlo The Unauthorized Breakfast Item.

## Seznam skladeb
| Pořadí | Název                       | Autor         | Délka |
| ------ | --------------------------- | ------------- | ----- |
| 1.     | It's a Sad, Sad Affair      | Pye Hastings  | 3:23  |
| 2.     | Somewhere in Your Heart     | Pye Hastings  | 5:42  |
| 3.     | Cold as Ice                 | Pye Hastings  | 4:09  |
| 4.     | Liar                        | Pye Hastings  | 6:07  |
| 5.     | Don't Want Love             | Pye Hastings  | 6:48  |
| 6.     | Travelling Ways             | Dave Sinclair | 3:51  |
| 7.     | This Time                   | Pye Hastings  | 5:19  |
| 8.     | If It Wasn't for Your Ego   | Pye Hastings  | 3:36  |
| 9.     | It's Not Real               | Pye Hastings  | 5:29  |
| 10.    | Wendy Wants Another 6" Mole | Pye Hastings  | 2:25  |
| 11.    | I Know Why You're Laughing  | Pye Hastings  | 5:32  |

## Obsazení
Caravan
- Pye Hastings – kytara, zpěv, akordeon
- Richard Coughlan – bicí
- Jim Leverton – baskytara, zpěv, doprovodné vokály
- Geoff Richardson – kytara, klarinet, mandolína, housle, akordeon, tamburína, viola, kalimba, doprovodné vokály
- Dave Sinclair – klávesy, doprovodné vokály

Ostatní
- Jimmy Hastings – klarinet, flétna, pikola, sopránsaxofon, tenorsaxofon